# James Martinez (zapaśnik)
James Michael „Jim” Martinez (ur. 14 listopada 1958 w Osseo w stanie Minnesota) – amerykański zapaśnik w stylu klasycznym. Brązowy medalista olimpijski z Los Angeles 1984. Wicemistrz igrzysk panamerykańskich w 1983 i trzeci w 1987. Trzeci na mistrzostwach świata w 1985 i mistrzostwach panamerykańskich w 1987. Drugi w Pucharze Świata w 1985 i szósty w 1982 roku.
W młodości reprezentant Uniwersytetu Minnesota. Wygrał Big Ten w 1979 roku.